# Albrecht af Slesvig-Holsten-Sønderborg-Glücksborg
Prins Albrecht til Slesvig-Holsten-Sønderborg-Glücksburg (Albrecht Christian Adolf Karl Eugen; 15. marts 1863 – 23. april 1948) var en tysk prins af Slesvig-Holsten-Sønderborg-Glücksborg. 
Prins Albrecht var en yngre søn af Hertug Frederik af Slesvig-Holsten-Sønderborg-Glücksborg og dermed nevø til Kong Christian 9. af Danmark. Gennem sin datter Prinsesse Ortrud er han morfar til Prins Ernst August af Hannover, der er familieoverhoved for fyrstehuset Welf og tronprætendent til Kongeriget Hannover.

## Biografi
Prins Albrecht blev født den 15. marts 1863 i Kiel i Hertugdømmet Holsten som den yngste søn af den daværende Prins Frederik af Slesvig-Holsten-Sønderborg-Glücksborg i hans ægteskab med Prinsesse Adelheid af Schaumburg-Lippe. 
Prins Albrecht giftede sig første gang den 14. oktober 1906 i Meerholz med Grevinde Ortrud af Ysenburg og Büddingen, datter af Grev Karl af Ysenburg og Büddingen. I ægteskabet blev der født fire børn, herunder sønnen Prins Frederik Ferdinand, der giftede sig med Hertuginde Anastasia af Mecklenburg-Schwerin, niece til Dronning Alexandrine af Danmark. 
Efter Prinsesse Ortruds død i 1918 giftede Prins Albrecht sig for anden gang den 19. september 1920 i Büddingen med Prinsesse Hertha af Ysenburg og Büddingen, datter af Fyrst Bruno af Ysenburg og Büddingen. I dette ægteskab blev der født en datter, Prinsesse Ortrud, der giftede sig med Prins Ernst August af Hannover, familieoverhovede for fyrstehuset Welf og tronprætendent til Kongeriget Hannover og Hertugdømmet Braunschweig.
Prins Albrecht døde 85 år gammel den 23. april 1948 i Lyksborg i Slesvig-Holsten i Vesttyskland.